# Johann Matthias Hase
Johann Matthias Hase (Augusta, 14 gennaio 1684 – Wittenberg, 24 settembre 1742) è stato un matematico e cartografo tedesco.

Mappa dell'Africa del 1737 realizzata da Johann Matthias Hase

Professore universitario, ha realizzato mappe dell'Africa, dell'Asia e dell'Europa, le ultime due pubblicate postume.
A lui è dedicato il cratere Hase.